# Rebecca Yarros

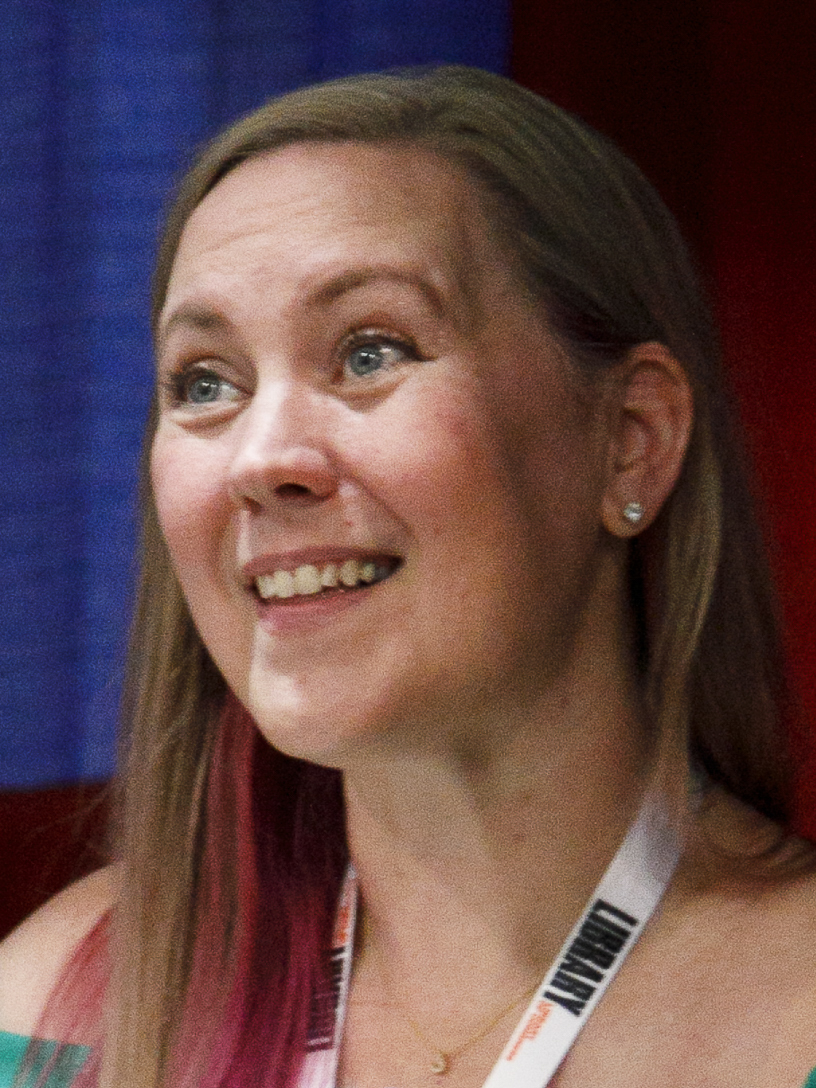
Rebecca Yarros (2024)

Rebecca Yarros (* 14. April 1981) ist eine US-amerikanische Autorin, welche 2023 mit ihrem Buch „Fourth Wing – Flammengeküsst“, dem Auftakt zu ihrer Empyrean-Reihe, große Bekanntheit erlangte.

## Leben
Rebecca Yarros ist seit über 20 Jahren mit ihrem Mann, einem ehemaligen Air-Force-Piloten, verheiratet. Das Ehepaar lebt mit den gemeinsamen 6 Kindern in Colorado, USA. Die jüngste Tochter wurde vom Ehepaar zuerst als Pflegekind aufgenommen und später adoptiert.

## Kontroversen
Im Buch „Fourth Wing“, welches Yarros zu internationalem Erfolg verhalf, nutzte die Autorin insbesondere zur Namensgebung ihrer Figuren einige schottisch-gälische Wörter. Yarros selbst spricht kein Schottisch-Gälisch und fiel in Interviews und auf Social Media damit auf, die verwendeten Begriffe falsch auszusprechen.
Rebecca Yarros wurde außerdem im Jahr 2023 für einige Aussagen im Zusammenhang mit dem Israel-Palästina-Konflikt kritisiert.

## Werke
Empyrean-Reihe
- Fourth Wing. Red Tower Books, 2023.
  - Fourth Wing – Flammengeküsst. Übersetzt von Michaela Kolodziejcok. dtv, Juni 2023. ISBN 978-3-423-28340-3.
- Iron Flame. Red Tower Books, 2023.
  - Iron Flame – Flammengeküsst. Übersetzt von Michelle Gyo und Michaela Kolodziejcok. dtv, Dezember 2023. ISBN 978-3-423-28383-0.
- Onyx Storm. Red Tower Books, 2025.
  - Onyx Storm – Flammengeküsst. Übersetzt von Michelle Gyo und Julia Schwenk. dtv, Januar 2025. ISBN  978-3-423-28449-3.

Weitere Reihen
- Flight & Glory-Reihe
- In Luv-Dilogie
- Legacy-Reihe
- Renegades-Trilogie

### Einzelwerke
- 1984: Against All Odds. WaWa Productions, 2016.
- The Last Letter. Entangled, 2019.
  - Alles, was ich geben kann – The Last Letter. Übersetzt von Michelle Landau. dtv, 2024. ISBN 978-3-423-28429-5.
- Great and Precious Things. Entangled, 2020.
  - Weil ich an dich glaube – Great and Precious Things. Übersetzt von Ilse Rothfuss. dtv, 2024. ISBN 978-3-423-44380-7.
- Muses & Melodies. Yarros Ink, 2020.
- The Things We Leave Unfinished, 2021.
  - The Things We Leave Unfinished. Übersetzt von Nina Bellem. Kyss (Rowohlt Taschenbuch), August 2023. ISBN 978-3-499-01355-3.
- A Little Too Close. Yarros Ink, 2022.
- In the Likely Event. Montlake, 2023.
- Variation
  - Variation Für immer oder nie. Übersetzt von Michelle Landau. dtv, 2025. ISBN 978-3-423-26425-9.

## Nominierung
- 2024: Nominierung für den Deutschen Jugendliteraturpreis mit Fourth Wing. Flammengeküsst in der Kategorie Preis der Jugendjury[5]